# Daniele Pontoni
Pour les articles homonymes, voir Pontoni.
Daniele Pontoni (né le 8 septembre 1966, à Udine, dans le Frioul-Vénétie Julienne) est un coureur de cyclo-cross italien qui domina la discipline dans son pays dans les années 1990 et au début des années 2000.

## Biographie
Daniele Pontoni est champion du monde de cette discipline en 1997. Il remporte également la Coupe du monde de cyclo-cross 1994-1995 et à 10 reprises le championnat d'Italie de cyclo-cross.
En janvier 1998, alors qu'il est champion du monde en titre, il est contrôlé positif à la cocaïne lors de son titre de champion d'Italie. Il conteste les résultats en déclarant : « S'il y a de la cocaïne dans cette urine, ce n'est pas la mienne. »,. Il perd son titre, est exclu des compétitions régionales, mais pas des compétitions internationales,.

## Palmarès en cyclo-cross
- 1988-1989
  -  Champion d'Italie de cyclo-cross amateurs
- 1989-1990
  -  Champion d'Italie de cyclo-cross amateurs
- 1990-1991
  -  Champion d'Italie de cyclo-cross amateurs
  -  Médaillé de bronze du championnat du monde de cyclo-cross amateurs
- 1991-1992
  -  Champion du monde de cyclo-cross amateurs
  -  Champion d'Italie de cyclo-cross amateurs
  - Superprestige #7, Rome
  - 5e du Superprestige
- 1992-1993
  - Classement général du Superprestige
    - Superprestige #5-Cyclo-cross d'Asper-Gavere, Asper-Gavere
    - Superprestige #7-Druivencross, Overijse
    - Superprestige #8, Zarautz
    - Superprestige #9, Zillebeke
    - Superprestige #10, Wetzikon
    - Superprestige #11-Cyclo-cross de Harnes, Harnes

  - Cyclo-cross d'Igorre
  - 2e du championnat d'Italie de cyclo-cross
  -  Médaillé de bronze du championnat du monde de cyclo-cross amateurs
- 1993-1994
  -  Champion d'Italie de cyclo-cross
  - Classement général du Superprestige
    - Superprestige #3, Zarautz
    - Superprestige #4-Cyclo-cross de Diegem, Diegem
    - Superprestige #5-Druivencross, Overijse
    - Superprestige #6, Milan
    - Superprestige #7, Westouter

  - 4e du championnat du monde de cyclo-cross
  - 7e de la Coupe du monde de cyclo-cross
- 1994-1995
  -  Champion d'Italie de cyclo-cross
  - Classement général de la Coupe du monde de cyclo-cross
    - Coupe du monde #2, Azzano Decimo
    - Coupe du monde #3-Cyclo-cross d'Igorre, Igorre

  - Superprestige #2-Cyclo-cross d'Asper-Gavere, Asper-Gavere
  - 5e du Superprestige
  - 9e du championnat du monde de cyclo-cross
- 1995-1996
  -  Champion d'Italie de cyclo-cross
  - Coupe du monde #5-Cyclo-cross d'Igorre, Igorre
  - Superprestige #3, Silvelle
  - Superprestige #5-Cyclo-cross de Diegem, Diegem
  - Superprestige #7, Milan
  -  Médaillé d'argent du championnat du monde de cyclo-cross
  - 5e de la Coupe du monde de cyclo-cross
  - 5e du Superprestige
- 1996-1997
  -  Champion du monde de cyclo-cross
  -  Champion d'Italie de cyclo-cross
  - Superprestige #6-Cyclo-cross de Diegem, Diegem
  - Cyclo-cross d'Igorre
  - 8e du Superprestige
- 1997-1998
  -  Champion d'Italie de cyclo-cross
  - Coupe du monde #3, Solbiate
  - Coupe du monde #5, Pontchâteau
  - Superprestige #4, Silvelle
  - 3e de la Coupe du monde de cyclo-cross
  - 4e du championnat du monde de cyclo-cross
  - 9e du Superprestige
- 1998-1999
  -  Champion d'Italie de cyclo-cross
  - Coupe du monde #3, Leudelange
  - Cyclo-cross d'Igorre
  - 2e de la Coupe du monde de cyclo-cross
  - 4e du championnat du monde de cyclo-cross
- 1999-2000
  -  Champion d'Italie de cyclo-cross
  - Coupe du monde #6-Cyclo-cross de Nommay, Nommay
  - 5e de la Coupe du monde de cyclo-cross
  - 9e du championnat du monde de cyclo-cross
  - 9e du Superprestige
- 2000-2001
  -  Champion d'Italie de cyclo-cross
  - 8e de la Coupe du monde de cyclo-cross
- 2001-2002
  -  Champion d'Italie de cyclo-cross
- 2002-2003
  -  Champion d'Italie de cyclo-cross
  - 7e du championnat du monde de cyclo-cross
- 2003-2004
  -  Champion d'Italie de cyclo-cross
  - 4e du championnat du monde de cyclo-cross

## Palmarès en VTT

### Jeux olympiques
- Atlanta 1996
  - 5e du cross-country

### Championnats du monde
- Vail 1994
  - 4e du cross-country

### Championnats d'Italie
- 1997
  -  Champion d'Italie de cross-country

## Palmarès sur route
- 1993
  - Cronoscalata Gardone Val Trompia-Prati di Caregno
  - 3e du Giro d'Oro
- 2004
  - 3e de la Coppa Città di San Daniele